# 巴基斯坦強制改信伊斯蘭教狀況

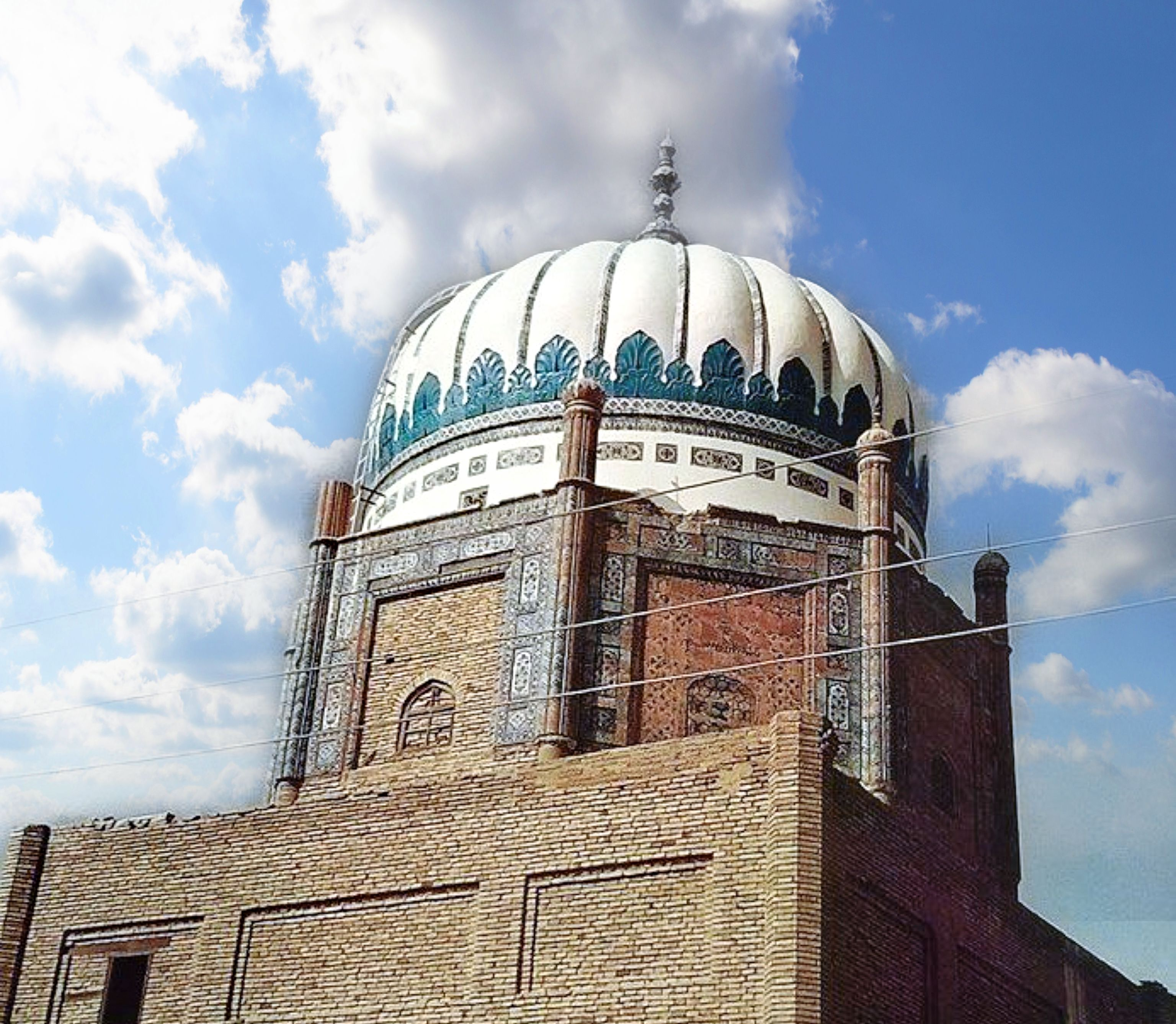
信德省哈拉城乡，绑架并强迫印度教女孩皈依的频发地区

在巴基斯坦，信仰印度教和基督教的女孩常被绑架，并被迫皈依伊斯兰教、嫁给穆斯林男性——而这些女孩的年龄通常在12到18岁。
据巴基斯坦穆斯林联盟的一名政治家哈雷什·乔普拉（Haresh Chopra）称，绑架信仰其它宗教的人并强迫其皈依伊斯兰教——这已然成为巴基斯坦的一项业务。
前巴基斯坦国民议会成员阿卜杜勒·哈克因强迫他人皈依伊斯兰教而臭名昭著；其主要活动地区在信德省格特基县。此外，信德省萨马罗村的皮尔·阿尤布·简·西林迪（Pir Ayub Jan Sirhindi）同样也因强迫他人皈依而闻名，甚至声称其在一年内便使1000多名印度教徒皈依了伊斯兰教；其主要活动地区在乌默克特县。
被迫皈依的现象亦促使了许多本地的印度教徒迁居他国印度。

## 相关数据
据奥拉特基金会（巴基斯坦一个女权组织）和巴基斯坦和平運動人权组织（Movement for Solidarity and Peace）称，巴基斯坦每年约有1000名非穆斯林（基督教、印度教等）女孩被迫皈依伊斯兰教。
雪菲爾哈倫大學的一位女权主义研究者萨迪克（Sadiq Bhanbhro）发现，英语日报从2012年至2017年报道了大约286起强迫皈依女孩的案例，但由于没有详细统计报告，实际数据会高得多。
2019年，在巴基斯坦信德省的活动人士多·卡洛洛（Duo Kalhoro）称“据目前的统计数据估计，每个月都有20名印度女孩被绑架并皈依伊斯兰教。。。大多数受害者年龄在18岁以下，有些甚至只有11岁。一旦这些女孩皈依并结婚，她们就会被迫切断与家人联系，导致她们更容易受到非人压迫。”
据巴基斯坦《黎明新闻》报道，仅2014年一年就有265起强迫皈依的法律案件被新闻报道；事件大多涉及信仰印度教的女孩。